# Léopards de Transfoot
Union Sportive Léopards de Transfoot w skrócie Léopards de Transfoot – madagaskarski klub piłkarski z siedzibą w Toamasinie, występujący w drugiej, a niegdyś w pierwszej lidze madagaskarskiej.

## Sukcesy
- Puchar Madagaskaru[1]:
  - zwycięstwo (1):  2003.

## Występy w afrykańskich pucharach
| Sezon | Rozgrywki           | Runda   | Kraj              | Klub                    | Dom | Wyjazd | Dwumecz |
| ----- | ------------------- | ------- | ----------------- | ----------------------- | --- | ------ | ------- |
| 2004  | Puchar Konfederacji | wstępna | Seszele           | St Louis Suns United FC | 4–0 | 2–2    | 6–2     |
| 2004  | Puchar Konfederacji | 1       | Południowa Afryka | Bidvest Wits FC         | 1–1 | 2–2    | 3–3     |
| 2004  | Puchar Konfederacji | 2       | Kamerun           | Sable FC                | 1–2 | 1–4    | 2–6     |

## Stadion
Domowe mecze klub rozgrywa na stadionie o nazwie Stade de Barikadimy w Toamasinie, który może pomieścić 20000 widzów.